# Drużynowe Mistrzostwa Europy Juniorów na Żużlu 2008
Drużynowe Mistrzostwa Europy Juniorów na Żużlu 2008 – zawody żużlowe, mające na celu wyłonienie medalistów drużynowych mistrzostw Europy juniorów w sezonie 2008, z udziałem zawodników do 19. roku życia. W zawodach zwyciężyli reprezentanci Szwecji.

## Finał
- Rawicz (Stadion im. Floriana Kapały), 22 maja 2008

| Msc |                                                                                  | Drużyna / Zawodnik                                | Biegi       | Punkty |
| --- | -------------------------------------------------------------------------------- | ------------------------------------------------- | ----------- | ------ |
| 1   |                                                                                  | Szwecja                                           | Szwecja     | 36     |
| 1   | Simon Gustafsson Linus Eklöf Ludvig Lindgren Linus Sundström Niklas Larsson      | (1,3,2,1,2) (3,3,1,2,2) (2,3,2,1,2) (1,1,3,w,1) – | 9 11 10 6 – |        |
| 2   |                                                                                  | Niemcy                                            | Niemcy      | 29     |
| 2   | Max Dilger Erik Pudel Frank Facher Sönke Petersen Kevin Wölbert                  | (2,d) (3,1,2,1,0) (2,2,2,2,0 (0,d) (1,d,3,2,3,3)  | 2 7 8 0 12  |        |
| 3   |                                                                                  | Dania                                             | Dania       | 28     |
| 3   | Patrick Hougaard Klaus Jakobsen Peter Juul Larsen Patrick Norgaard Simon Nielsen | (1,3,3,3,2,1) (3,1,1,0) (0,2,1,0,1) (2,0) (0,3,1) | 13 5 4 2 4  |        |
| 4   |                                                                                  | Polska                                            | Polska      | 26     |
| 4   | Marcel Kajzer Maciej Janowski Borys Miturski Michał Łopaczewski Dawid Lampart    | (d,w,d,2) (3,2,3,1,3,3) (0,2,0) (0,w) (1,3,0,w,3) | 2 15 2 0 7  |        |

Bieg po biegu:
1. Eklöf, Norgaard, Wölbert, Kajzer (d)
2. Janowski, Facher, Gustafsson, Larsen
3. Pudel, Lindgren, Hougård, Łopaczewski
4. Jakobsen, Dilger, Sundström, Miturski
5. Hougård, Janowski, Sundström, Wölbert (d)
6. Lindgren, Facher, Jakobsen, Kajzer (w)
7. Gustafsson, Miturski, Pudel, Norgaard
8. Eklöf, Larsen, Lampart, Dilger (d)
9. Janowski, Gustafsson, Jakobsen, Petersen
10. Hougård, Facher, Eklöf, Miturski
11. Sundström, Pudel, Larsen, Kajzer (d)
12. Wölbert, Lindgren, Janowski, Nielsen
13. Hougård, Facher, Sundström (w), Łopaczewski (w)
14. Lampart, Wölbert, Lindgren, Larsen
15. Janowski, Eklöf, Pudel, Jakobsen
16. Wölbert, Hougård, Gustafsson, Lampart
17. Nielsen, Kajzer, Sundström, Petersen (d)
18. Wölbert, Gustafsson, Larsen, Lampart (w)
19. Lampart, Lindgren, Nielsen, Pudel
20. Janowski, Eklöf, Hougård, Facher